# Bevestigingsleer
De bevestigingsleer is een psychiatrische en psychologische theorie die is ontwikkeld door de Nederlandse psychiater Anna Terruwe. De theorie laat zich misschien het best omschrijven in haar eigen woorden: "Mensen die elkaars goed-zijn schouwen, laten elkaar het goede voelen".
In 1949 promoveerde Terruwe op het proefschrift De neurose in het licht der rationele psychologie. Hierin ging zij in op de theorieën van Sigmund Freud, die stelde dat het grootste deel van het menselijk gedrag door seksuele driften wordt bepaald en dat neurosen ontstaan door het onderdrukken daarvan. Terruwe nuanceerde dit door te stellen dat veel negatief gedrag en veel neurosen te verklaren zijn door verwaarlozing in de jeugd en dat de mens, als sociaal wezen, dringend behoefte heeft aan bevestiging en onbaatzuchtige liefde. Een gebrek aan bevestiging leidt volgens Terruwe tot frustratieneurose en 'zelfbevestigend' compensatiegedrag, bijvoorbeeld verslaving of materialisme. De kern van het helingsproces is dan ook het hervinden van de eigenwaarde door wederzijdse bevestiging. Door het goede in elkaar te zien en elkaar hierin te bevestigen, ontstaat vertrouwen en het vermogen om liefde te geven. 
Freud was als atheïst van mening dat geloof en kerk tot verdringing van driften zouden leiden. Terruwe, die katholiek was, meende echter dat er wel degelijk bevestiging in het geloof te vinden was. Verder stelde ze dat seksualiteit en liefde twee verschillende dingen waren en dat een conflict hiertussen of verdringing ervan tot ernstige problemen kon leiden. Toen zij enige priesters en kloosterlingen onder haar cliënten had die met problemen van seksuele aard kampten, kwam ze in conflict met het Vaticaan. Ze mocht lange tijd geen geestelijken meer behandelen, maar in 1965 werd ze gerehabililiteerd.
Studie: 'Relatie als instrument van genezing', door S. van de Berkt, Kerkrade, januari 2000. 
In deze studie wordt ingegaan op de bevestigingsleer van de zenuwarts Dr. Anna Terruwe in het perspectief van het theologisch-personalistisch denken van Maurice Zundel osb. De weerhoudende liefde werkt genezend naar de ander toe, die nood ervaart, door middel van een (plaatsvervangende) affectieve band die ontstaan kan. Het is de positieve bevestiging die relationeel ervaarbaar wordt. Relatie kan dan een instrument van genezing zijn of worden. 